# Abkommen von Sunningdale
Das Abkommen von Sunningdale (englisch Sunningdale Agreement, irisch Comhaontú Sunningdale) war der Versuch, den Nordirlandkonflikt (the Troubles) zu beenden. Das Abkommen wurde am 9. Dezember 1973 in Sunningdale, Grafschaft Berkshire, Vereinigtes Königreich geschlossen. Es sah vor, dass die nordirischen Unionisten gemeinsam mit den nationalistischen Iren die nordirische Regierung bilden sollten. Starke Opposition seitens der Unionisten, Gewalttaten der Provisional Irish Republican Army (PIRA) und schließlich ein Generalstreik unionistischer Arbeiter (Ulster Workers’ Council Strike) führten im Mai 1974 zum Scheitern des Abkommens.

## Vorgeschichte
Im August 1969 wurde die britische Armee zur Beendigung schwerer Unruhen in den nordirischen Städten Belfast und Derry eingesetzt. In den folgenden Jahren kam es zu weiteren Unruhen sowie zu einer stetig steigenden Zahl von Schießereien und Bombenanschlägen, für deren Mehrzahl die PIRA verantwortlich war. Im Januar 1972 erschossen britische Fallschirmjäger beim Bloody Sunday 13 unbewaffnete Demonstranten. Im März 1972 setzte die britische Regierung die bislang allein von Unionisten gestellte nordirische Regierung ab und übernahm die direkte Regierungsverantwortung für die Provinz.

## Inhalt des Abkommens
Das Abkommen sah die Wahl einer Northern Ireland Assembly, eine überkonfessionelle und überparteiliche Regierung (Northern Ireland Executive) sowie die Bildung des Council of Ireland vor.

### Northern Ireland Assembly
Am 20. März 1973 veröffentlichte die britische Regierung ein Weißbuch, das folgende Vorschläge enthielt:
- Schaffung eine Northern Ireland Assembly mit 78 Sitzen, die nach dem System der übertragbaren Einzelstimmgebung gewählt wird.
- Die britische Regierung behält die Kontrolle über die Ordnungs- und Sicherheitsbehörden.
- Ein Council of Ireland gibt der Republik Irland und Nordirland ein gegenseitiges Mitspracherecht.

Die Assembly sollte das aufgelöste Parlament von Nordirland ersetzen. Man hoffte jedoch, dass die Versammlung nicht von der Ulster Unionist Party (UUP) dominiert werden würde und von den Nationalisten akzeptiert würde.
Das Gesetz zur Schaffung der Northern Ireland Assembly wurde am 3. Mai 1973 erlassen; am 28. Juni gab es die zugehörigen Wahlen. Das Abkommen von Sunningdale wurde von der nationalistischen Social Democratic and Labour Party (SDLP), der UUP und der moderat unionistischen Alliance Party of Northern Ireland unterstützt. Die Befürworter gewannen eine klare Mehrheit der Sitze, aber eine starke Minderheit in der UUP war gegen das Abkommen.
Die Anhänger der Republik boykottierten die Wahlen und die PIRA setzte ihre Serie von Anschlägen fort.

### Northern Ireland Executive
Nach den Wahlen begannen die Verhandlungen zu einer konfessionell übergreifenden Mehrparteien-Regierung. Die umstrittensten Punkte waren dabei die Internierung von Regierungsgegnern, die Polizeiarbeit und Fragen zum Council of Ireland.
Am 21. November einigte man sich auf eine Koalition der Vertragsbefürworter. Zu den Mitgliedern der Exekutive zählten der ehemalige Premierminister von Nordirland, Brian Faulkner als Chief Executive, der Vorsitzende der SDLP Gerry Fitt als stellvertretender Chief Executive, John Hume (späterer Nobelpreisträger und Vorsitzender der SDLP) als Handelsminister und der Vorsitzende der Alliance Party Oliver Napier als Justizminister und Vorsitzender der Behörde für Gesetzesreformen (Office of Law Reform). Zu diesem Zeitpunkt war die UUP jedoch schon zutiefst gespalten: Ihr Parteivorstand sprach sich nur mit einer knappen Mehrheit von 132 zu 105 für die Annahme des Abkommens aus. Seit der Teilung Irlands waren unionistische Politiker strikt gegen eine Gewaltenteilung mit der katholischen Minderheit und der Beschluss, genau diese Macht abzugeben, rief große Verwerfungen in der UUP hervor.

### Der Council of Ireland
Die Schaffung eines Council of Ireland war bereits im Government of Ireland Act von 1920 vorgesehen, aber nicht verwirklicht worden. Die Unionisten lehnten eine „Einmischung“ seitens des Irischen Freistaats in ihrem Gebiet ab; die Nationalisten weigerten sich, die faktische Teilung Irlands anzuerkennen. Nachdem man sich auf eine Exekutive geeinigt hatte, verhandelten der britische Premierminister Edward Heath, der irische Taoiseach Liam Cosgrave sowie die drei Koalitionsparteien über die Bildung des Council of Ireland. Die Gespräche endeten mit der Vereinbarung eines zweiteiligen Councils:
- Der Ministerrat (Council of Ministers) sollte sich aus sieben Mitgliedern der Koalition und sieben Ministern der irischen Regierung zusammensetzen. Er sollte ausführende und harmonisierende Aufgaben wahrnehmen und eine beratende Rolle einnehmen.
- Die Beratende Versammlung (Consultative Assembly) sollte aus bis zu 30 Mitgliedern des Dáil Éireann und 30 Mitgliedern der Northern Ireland Assembly bestehen. Er sollte nur überwachende und beratende Funktion besitzen.

Die Aufgaben des Councils sollten sich auf „Tourismus, Naturschutz und Tiergesundheit“ beschränken. Am 9. Dezember 1973 wurde ein Kommuniqué mit dem Inhalt der Einigung veröffentlicht, das später als Sunningdale Agreement bekannt wurde.

## Reaktionen auf das Abkommen

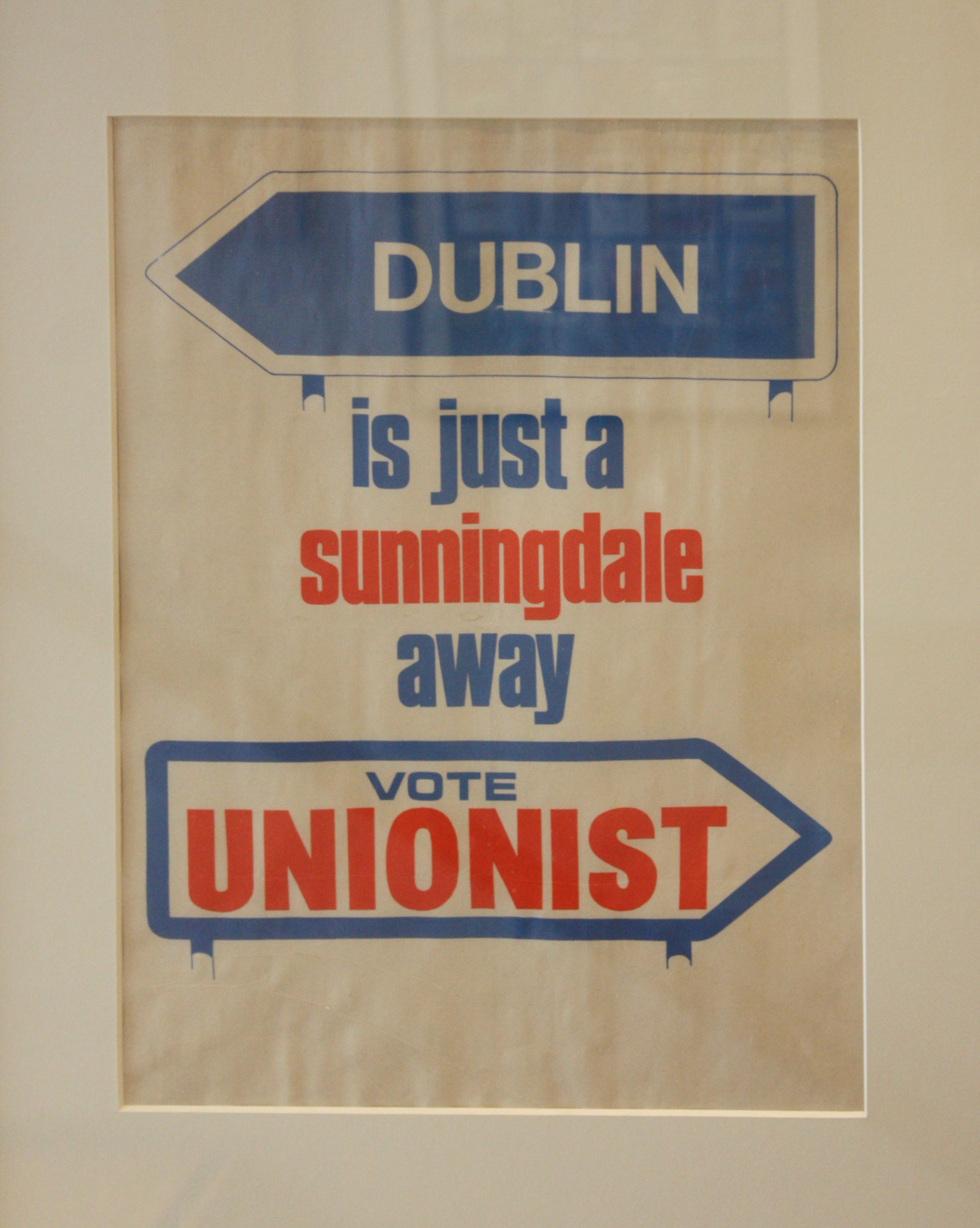
Unionistischer Wahlkampf gegen das Sunningdale-Abkommen. Bild einer Ausstellung in Belfast 2010.

Die Unionisten sahen den Council of Ireland als Einfluss der Republik auf Nordirland und einen weiteren Schritt hin zu einem vereinigten Irland. Sie sahen sich darin bestätigt, als das Ratsmitglied der SDLP Hugh Logue den Council öffentlich in einer Ansprache am Trinity College in Dublin beschrieb:

“the vehicle that would trundle unionists into a united Ireland”

Am 10. Dezember, einen Tag nach der Bekanntgabe des Abkommens, gründeten loyalistische Paramilitärs den Ulster Army Council, ein Zusammenschluss verschiedener paramilitärischer Gruppen, darunter auch die Ulster Defence Association (UDA) und die Ulster Volunteer Force (UVF).
Im Januar 1974 sprach sich die UUP mit knapper Mehrheit gegen eine weitere Teilnahme in der Northern Ireland Assembly aus. Faulkner trat daraufhin als Parteivorsitzender zurück. Sein Nachfolger wurde der Sunningdale-Gegner Harry West.
Bei den Wahlen zum britischen Unterhaus im Februar 1974 bildeten die Unionisten den United Ulster Unionist Council (UUUC), eine Koalition aus Anti-Sunningdale-Parteien (unter anderem die Vanguard Progressive Unionist Party und Democratic Unionist Party). Sie stellten pro Wahlkreis jeweils einen einzigen, gemeinsamen Kandidaten auf. Die Sunningdale-Befürworter waren untereinander gespalten und stellten jeweils eigene Kandidaten auf. Die UUUC gewann elf der zwölf nordirischen Wahlkreise; nur im Wahlkreis West Belfast konnte Gerry Fitt seinen Sitz verteidigen. Die UUUC erklärte daraufhin, dass dieses Ergebnis eine demokratische Ablehnung des Abkommens von Sunningdale sei und man sich mit allen Mitteln für dessen Scheitern einsetzen werde.
Unionisten, die für das Abkommen waren, zogen ihre Zustimmung zum Abkommen zurück und verlangten von der Republik Irland eine Änderung der Artikel 2 und 3 der irischen Verfassung, denen zufolge die gesamte irische Insel ein „Staatsgebiet“ bildet. Diese Artikel wurden erst durch das Karfreitagsabkommen von 1998 geändert.

## Scheitern des Abkommens
Nachdem ein Antrag, der eine überparteiliche Regierung ablehnte, in der Northern Ireland Assembly gescheitert war, rief die loyalistische Arbeiterorganisation Ulster Workers’ Council (UWC) einen Generalstreik ab dem 15. Mai 1974 aus. Nach zwei Wochen mit Lebensmittelknappheit, Unruhen, Straßensperren und Einschüchterungen trat Brian Faulkner als Chief Executive zurück. Das Abkommen von Sunningdale scheiterte somit am 28. Mai.
Der Streik war erfolgreich, weil britische Ordnungskräfte sich zunächst scheuten, mit Gewalt gegen den Generalstreik vorzugehen. Später legten die Unionisten in der Exekutive ihr Veto ein.
Die größte Wirkung erzielte der Generalstreik auf die Stromversorgung. Das Kraftwerk Ballylumford bei Larne versorgte Belfast und den größten Teil Nordirlands mit Strom. Die Arbeiter waren zumeist Protestanten und in der UWC organisiert. John Humes Plan, das Stromnetz Nordirlands zu teilen und sich auf die Stromversorgung des Kraftwerkes in Limavady zu verlassen, wo überwiegend Katholiken arbeiteten, um die Stadt Derry und seine Umgebung am Netz zu halten und damit den Streik der Unionisten zu untergraben, wurde vom britischen Nordirlandminister Merlyn Rees abgelehnt.